# Айзенберг, Джоанна
Джоанна Айзенберг (англ. Joanna Aizenberg; род. 1960) — американский учёный. Доктор философии (1996), профессор химии и химической биологии Гарвардского университета. Она также является профессором материаловедения Школы инженерии и прикладных наук Гарварда, директором Института бионанонауки и техники фонда Кавли и главным преподавателем Института биоинженерии Висс. Она является выдающейся фигурой в области биологического материаловедения, автором 90 публикаций и зарегистрировала 25 патентов. С 2016 года является членом Американского философского общества, с 2019 года — НАН США. Также член Национальной инженерной академии.

## Карьера
В 1981 году получила диплом бакалавра химии в Московском государственном университете, в 1984 году там же — магистра физической химии. В 1996 году получила степень доктора философии по структурной биологии в Институте Вейцмана. Проводила исследования с Джорджем Уайтсайдсом в Гарвардском университете, изучая микро/нанообработку и оптику ближнего поля. В 1998 году присоединилась к техническому персоналу лаборатории Белла, где сделала вклад в ряд инноваций, включая разработку новых биомиметических подходов к синтезу упорядоченных минеральных плёнок с высоко контролируемыми формами и ориентациями и открытие уникальных биологических оптических систем, которые превосходят технологические аналоги, а также характеризуют связанные с ними органические молекулы.
В 2007 году присоединилась к Гарвардской школе инженерии и прикладных наук.
В лаборатории она занимается исследованием широкого круга тем, включая биомиметику, самосборку, адаптивные материалы, кристаллографию, поверхностную смачиваемость, нанообработку, биооптику, биоматериалы и биомеханику.
С 2014 года является членом Американской академии искусств и наук, феллоу Американской ассоциации содействия развитию науки (2007) и Американского физического общества (2013).
Член совета директоров Materials Research Society (его феллоу с 2014 года). 
Советник Американского философского общества на 2022–2025 гг.
Член консультативных советов Langmuir (journal) и Chemistry of Materials, член совета обзорных редакторов Science, член редколлегии Advanced Materials.
Автор более 280 публикаций, имеет 90 выданных патентов, является основателем четырёх стартап-компаний.

## Награды и отличия
- Arthur K. Doolittle Award, Американское химическое общество (1999)
- Lucent Chairman’s Award, Lucent (2005)
- Industrial Innovation Award, Американское химическое общество (2007)
- Ronald Breslow Award for the Achievement in Biomimetic Chemistry, Американское химическое общество (2008)
- Van’t Hoff Award, Королевская академия наук и искусств Нидерландов (2009)
- Fred Kavli Distinguished Lectureship in Nanoscience, Materials Research Society[англ.] (2009)
- R&D 100 Award for Top Technology and Innovation (2012, 2013)
- Alexander M. Cruickshank Lecturer, Gordon Research Conferences (2014)
- George Ledlie Prize[англ.] (2015)
- Почётный доктор (2016)
- Havinga Medal от Havinga Foundation (2017)
- Wallace H. Coulter Lecture (2023)[11]